# Щеглов, Алексей Дмитриевич
Алексей Дмитриевич Щеглов (28 декабря 1926 года, Ленинград — 15 июня 1998 года, Санкт-Петербург) — российский учёный, доктор геолого-минералогических наук, специалист в области геологии рудных месторождений и региональной металлогении, академик Российской академии наук. Лауреат Государственной премии СССР.

## Биография
- Окончил Ленинградский горный институт (1949) и аспирантуру ИГН (Ленинградское отделение) (1953).
- 1953 — диссертация кандидата геолого-минералогических наук «Металлогения вольфрама в области Шилко-Аргунского междуречья, Восточное Забайкалье».
- 1953–1970 работал во ВСЕГЕИ (Ленинград) в должностях от старшего научного сотрудника, начальника Забайкальской экспедиции до директора института.
- 1966 — диссертация доктора геолого-минералогических наук «Эндогенная металлогения Западного Забайкалья».
- 1970-1979 —  заместитель министра геологии CCCP.
- 1979–1985 —  Директор ДВГИ (Дальневосточного геологического института)
- 15 марта 1979 года избран членом-корреспондентом АН СССР.
- С 1986 года — заведующий кафедрой в Ленинградском горном институте.
- 1987–1998 — директор ВСЕГЕИ (Ленинград).
- 11 июня 1992 года избран академиком Российской академии наук[1][2]

Похоронен на Смоленском православном кладбище Санкт-Петербурга.

## Труды
- Эндогенная металлогения Западного Забайкалья. — Л., 1966
- Металлогения областей автономной активизации. — Л., 1968
- Металлогения срединных массивов. — Л., 1971
- Вулканические пояса Востока Азии: Геология и металлогения. — М., 1984 (с соавторами)
- Нелинейная металлогения и глубины Земли. — М., 1985 (с соавторами)
- Основные проблемы современной металлогении: Вопросы теории и практики. — Л., 1987
- Магматизм и металлогения рифтогенных систем восточной части Балтийского щита. — СПб., 1993 (с соавторами)

## Награды, премии
- Государственная премия CCCP (1973) — за цикл работ по региональной металлогении[3].
- Заслуженный деятель науки Российской Федерации (1997)[4]
- Ордена: два ордена Трудового Красного Знамени (1971, 1976); орден «Знак Почёта» (1963); орден Октябрьской Революции (1983)
- Медали: медаль «В память 250-летия Ленинграда» (1957), медаль «За доблестный труд в ознаменование 100-летия со дня рождения В. И. Ленина» (1970); Серебряная медаль ВДНХ (1984); медаль «За строительство Байкало-Амурской магистрали» (1984); почетная медаль от геологической службы Польши «Кароль (Карл) Богданович», от горных обществ ФРГ — большая серебряная медаль «Святая Барбара»[5]., Медаль и премия имени Карпинского (1996).